# The Assassination of Richard Nixon
The Assassination of Richard Nixon er en amerikansk dramafilm fra 2004 instrueret og skrevet af Niels Mueller og med Sean Penn i hovedrollen som manden, som vil slå præsident Richard Nixon ihjel. Derudover medvirker Don Cheadle, Jack Thompson og Naomi Watts.

## Medvirkende
- Sean Penn
- Don Cheadle
- Naomi Watts
- Jack Thompson
- Brad William Henke
- Michael Wincott
- Mykelti Williamson

## Ekstern henvisning
- The Assassination of Richard Nixon på Internet Movie Database (engelsk)
- The Assassination of Richard Nixon på Filmdatabasen
- The Assassination of Richard Nixon på Scope
- The Assassination of Richard Nixon i Svensk Filmdatabas (svensk)
- The Assassination of Richard Nixon på AlloCiné (fransk)
- The Assassination of Richard Nixon på AllMovie (engelsk)
- The Assassination of Richard Nixon hos American Film Institute (engelsk)
- The Assassination of Richard Nixon på Turner Classic Movies (engelsk)
- The Assassination of Richard Nixon på The Movie Database (engelsk)
- The Assassination of Richard Nixon på Rotten Tomatoes (engelsk)